# Altstadt (Dohna)

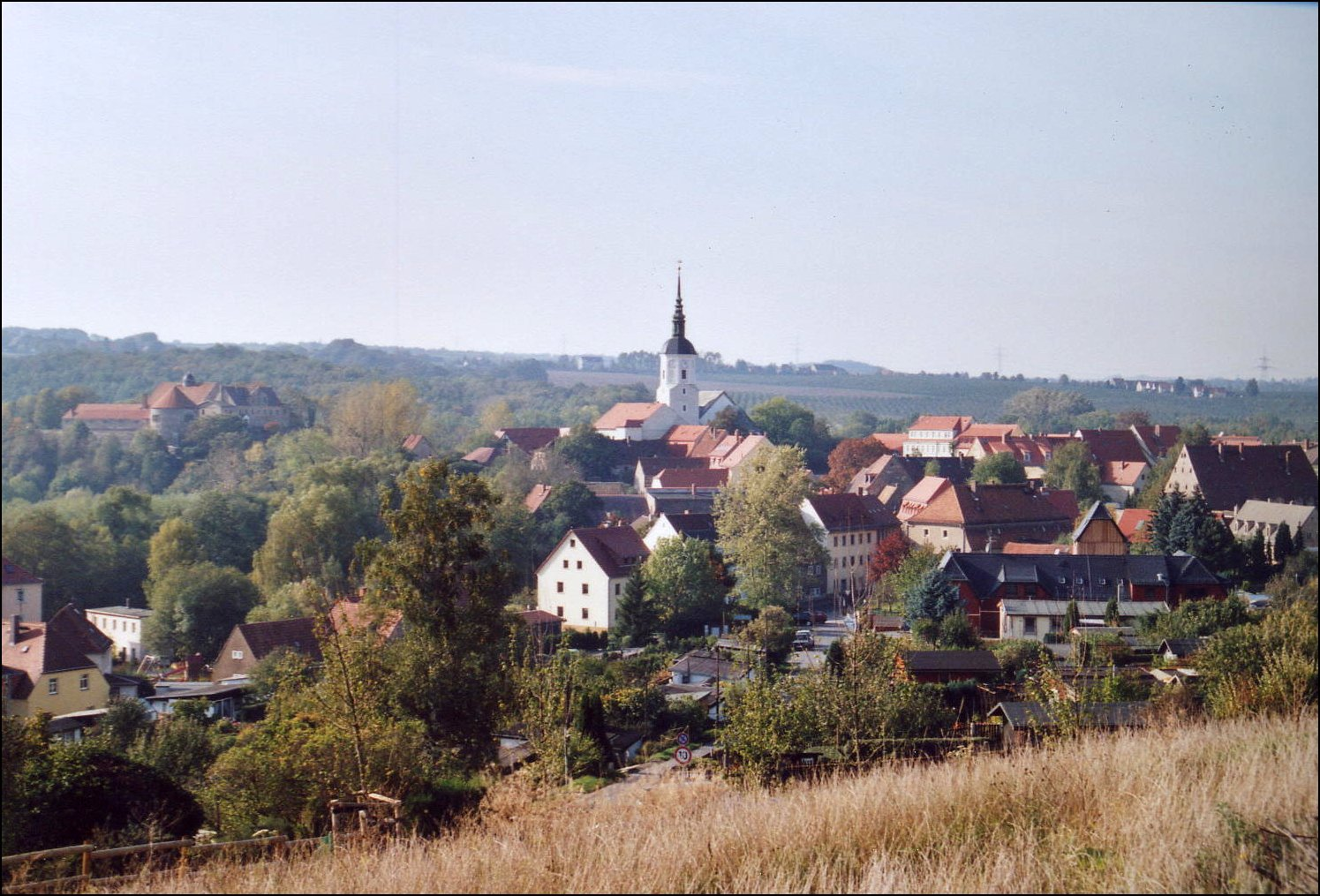
Altstadt (Oberstadt) von Dohna, in der Mitte die Marienkirche, links die Burg Dohna

Die Altstadt, auch Oberstadt, ist der historische Stadtkern von Dohna im Landkreis Sächsische Schweiz-Osterzgebirge, das als zweitälteste Stadt Sachsens gilt.
Die Altstadt von Dohna liegt orografisch rechts oberhalb des Tals der Müglitz, reichlich fünf Kilometer Luftlinie westlich der Altstadt von Pirna und etwa 13 Kilometer südöstlich der Inneren Altstadt Dresdens. Sie ist etwa 20 Meter höher gelegen als die westlich benachbarte Unterstadt. Weitere angrenzende Orte sind Heidenau-Süd im Norden, Großsedlitz im Osten und Köttewitz im Südosten.
Zentrum der Altstadt ist der Markt mit dem Rathaus und der Marienkirche. Nach Südwesten ragt ein auf drei Seiten von der Müglitz umflossener Bergsporn ins Tal, auf dem die Burg Dohna thront. Die Dresdner Straße verbindet die Ober- mit der Unterstadt und die Burgstraße führt nach Nordosten in Richtung Heidenau. Der Verkehrszug Lesche-/Reppchenstraße, ein Abschnitt der Alten Dresden-Teplitzer Poststraße, verläuft nach Südosten in Richtung der Ortsteile Meusegast und Krebs. Von ihm zweigt die Weesensteiner Straße ins Tal nach Weesenstein ab. Außerdem stellt er eine schnelle Verbindung zur Anschlussstelle Pirna an der Bundesautobahn 17 her, die die Dohnaer Altstadt nördlich und östlich umgeht.
Die Altstadt zeigt sich als eine an die geographischen Gegebenheiten angepasste, planmäßige Stadtanlage am Taschenberg. Sie wurde 1445 als „Stetchin“ erwähnt.